# Inodrillia acova
Inodrillia acova é uma espécie de gastrópode do gênero Inodrillia, pertencente a família Horaiclavidae.